# Trasferimento di energia senza fili
Il trasferimento di energia senza fili (wireless ) è la trasmissione di energia elettrica da un alimentatore elettrico a un carico elettrico, senza l'utilizzo di cavi che facciano da conduttore. La più comune forma di trasferimento di energia in modalità wireless è effettuata utilizzando il metodo dell'induzione elettromagnetica a distanze modeste. Altri metodi includono le radiazioni elettromagnetiche, sotto forma di microonde o a laser, tendenzialmente improponibili per la distribuzione civile dell'energia elettrica nelle abitazioni (anche per i complessi industriali).
La trasmissione di energia wireless è utile nel caso in cui risulti troppo complesso o addirittura impossibile da realizzare le connessioni con i normali fili. La trasmissione di energia elettrica senza fili, differisce per principio dalla trasmissione dei segnali, tipici nelle telecomunicazioni come la radio (ad esempio); nel secondo caso infatti, la porzione di energia ricevuta (il segnale) è talmente bassa che diventa addirittura critica quando è troppo debole per essere distinta rispetto all'insieme dei rumori (noise ).
Con l'alimentazione wireless, l'efficienza è in assoluto il parametro più significativo. Una grande parte dell'energia inviata dall'impianto di generazione, deve infatti arrivare senza perdite al ricevitore, per potere funzionare correttamente.
Il connettore MagSafe di Apple non è una ricarica wireless (come spesso viene equivocato), ma un tipo di spina il cui vincolo è garantito da dei magneti invece che da un vincolo meccanico, e dove la trasmissione di energia è garantita dal classico contatto tra i pin.

## Applicazioni
- Ricarica di piccoli dispositivi
- Caricamento delle batterie di automobili

Nel marzo 2023 è stato lanciato un dispositivo di ricarica wireless per auto elettriche, che usa una frequenza di 80 kHz e può ottenere trasferimenti di potenza fino a 500 kW in corrente continua a una distanza di 15 cm, con una efficienza di circa il 98% dell'efficienza di una ricarica wired (a filo).

## Tecniche
- Tecniche Near-field non radiative
  - Accoppiamento induttivo
  - Accoppiamento capacitivo
  - Electrodynamic Wireless Power Transfer (Trasferimento di potenza elettrodinamica senza fili)
  - Accoppiamento magnetodinamico
  - Trasmissione d'onda Zenneck
- Tecniche Far-field radiative
  - Microonde
  - Laser